# بدویر
سِر بدویر (به ولزی: Bedwyr) یکی از شوالیه های میز گرد است که شمشیر اکس‌کالیبور را به بانوی دریاچه بازگرداند. بدویر همان شخصی است که آرتور را با قایق به آوالون برد. از او به عنوان سریع‌ترین شوالیه میز گرد و فرمانده ارتش آرتور پس از خیانت لنسولات نام برده شده به همین دلیل دارای فرنام روح‌باد هم بوده است و او وفادارترین شوالیه آرتور بود. طبق اطلاعات بدست آمده او سر لنسولات را کشته و انتقام آرتور، گاوین و سرگرت را گرفته است. همچنین  او بانو گنویر را نیز به خاطر خیانت به آرتور کشته است. نویسنده:امیرعلی حیدری 